# Portugália a 2016. évi nyári olimpiai játékokon
Portugália a brazíliai Rio de Janeiróban megrendezett 2016. évi nyári olimpiai játékok egyik részt vevő nemzete volt. Az országot az olimpián 16 sportágban 90 sportoló képviselte, akik összesen 1 érmet szereztek.

## Érmesek
| Érem  | Versenyző      | Sportág   | Versenyszám    |
| ----- | -------------- | --------- | -------------- |
| Bronz | Telma Monteiro | Cselgáncs | Női könnyűsúly |

## Asztalitenisz
Férfi
| Versenyző                                   | Versenyszám | Selejtező         | 64-es főtábla     | 48-as főtábla     | 32-es főtábla                                       | Nyolcaddöntő                                                           | Negyeddöntő                                                | Elődöntő          | Döntő             | Helyezés |
| Versenyző                                   | Versenyszám | Ellenfél Eredmény | Ellenfél Eredmény | Ellenfél Eredmény | Ellenfél Eredmény                                   | Ellenfél Eredmény                                                      | Ellenfél Eredmény                                          | Ellenfél Eredmény | Ellenfél Eredmény | Helyezés |
| ------------------------------------------- | ----------- | ----------------- | ----------------- | ----------------- | --------------------------------------------------- | ---------------------------------------------------------------------- | ---------------------------------------------------------- | ----------------- | ----------------- | -------- |
| Tiago Apolónia                              | Egyes       | erőnyerő          | erőnyerő          | erőnyerő          | Bojan Tokič (SLO) · 6–11, 12–10, 6–11, 7–11, 8–11   | kiesett                                                                | kiesett                                                    | kiesett           | kiesett           | 17.      |
| Marcos Freitas                              | Egyes       | erőnyerő          | erőnyerő          | erőnyerő          | Ovidiu Ionescu (ROU) · 11–9, 1–11, 11–5, 11–7, 11–9 | Lej Kou (UKR) · 11–8, 11–7, 11–5, 11–7                                 | Mizutani Dzsun (JPN) · 4–11, 11–9, 3–11, 8–11, 12–10, 2–11 | kiesett           | kiesett           | 5.       |
| Tiago Apolónia Marcos Freitas João Monteiro | Csapat      |                   |                   |                   |                                                     | Ausztria (AUT) · Stefan Fegerl · Robert Gardos · Daniel Habesohn · 1–3 | kiesett                                                    | kiesett           | kiesett           | 9.       |

Női
| Versenyző  | Versenyszám | Selejtező         | 64-es főtábla     | 48-as főtábla                                                         | 32-es főtábla     | Nyolcaddöntő      | Negyeddöntő       | Elődöntő          | Döntő             | Helyezés |
| Versenyző  | Versenyszám | Ellenfél Eredmény | Ellenfél Eredmény | Ellenfél Eredmény                                                     | Ellenfél Eredmény | Ellenfél Eredmény | Ellenfél Eredmény | Ellenfél Eredmény | Ellenfél Eredmény | Helyezés |
| ---------- | ----------- | ----------------- | ----------------- | --------------------------------------------------------------------- | ----------------- | ----------------- | ----------------- | ----------------- | ----------------- | -------- |
| Fu Yu      | Egyes       | erőnyerő          | erőnyerő          | Nanthana Khamvong (THA) · 16–14, 11–8, 10–12, 8–11, 11–7, 10–12, 8–11 | kiesett           | kiesett           | kiesett           | kiesett           | kiesett           | 33.      |
| Shao Jieni | Egyes       | erőnyerő          | erőnyerő          | Lily Zhang (USA) · 4–11, 9–11, 9–11, 6–11                             | kiesett           | kiesett           | kiesett           | kiesett           | kiesett           | 33.      |

## Atlétika
Férfi
| Versenyző       | Versenyszám     | Döntő         | Döntő         |
| Versenyző       | Versenyszám     | Idő           | Helyezés      |
| --------------- | --------------- | ------------- | ------------- |
| Ricardo Ribas   | Maraton         | 2:38:29       | 133.          |
| Rui Pedro Silva | Maraton         | 2:30:52       | 122.          |
| Sérgio Vieira   | 20 km gyaloglás | 1:27:39       | 53.           |
| João Vieira     | 20 km gyaloglás | 1:23:03       | 31.           |
| João Vieira     | 50 km gyaloglás | nem ért célba | nem ért célba |
| Miguel Carvalho | 50 km gyaloglás | 4:08:16       | 36.           |
| Pedro Isidro    | 50 km gyaloglás | 4:03:42       | 32.           |

| Versenyző       | Versenyszám | Selejtező | Selejtező | Döntő    | Döntő    |
| Versenyző       | Versenyszám | Eredmény  | Helyezés  | Eredmény | Helyezés |
| --------------- | ----------- | --------- | --------- | -------- | -------- |
| Nelson Évora    | Hármasugrás | 16,99 m   | 4.        | 17,03 m  | 6.       |
| Tsanko Arnaudov | Súlylökés   | 18,88 m   | 29.       | kiesett  | kiesett  |

Női
| Versenyző          | Versenyszám     | Selejtező | Selejtező | Selejtező | Előfutam | Előfutam | Előfutam | Elődöntő | Elődöntő | Elődöntő | Döntő         | Döntő         |
| Versenyző          | Versenyszám     | Idő       | Hely.     | Össz.     | Idő      | Hely.    | Össz.    | Idő      | Hely.    | Össz.    | Idő           | Helyezés      |
| ------------------ | --------------- | --------- | --------- | --------- | -------- | -------- | -------- | -------- | -------- | -------- | ------------- | ------------- |
| Lorène Bazolo      | 100 m           | kiemelt   | kiemelt   | kiemelt   | 11,43    | 4.       | 28.***   | kiesett  | kiesett  | kiesett  | kiesett       | kiesett       |
| Lorène Bazolo      | 200 m           |           |           |           | 23,01    | 4.       | 30.      | kiesett  | kiesett  | kiesett  | kiesett       | kiesett       |
| Cátia Azevedo      | 400 m           |           |           |           | 52,38    | 4.       | 31.      | kiesett  | kiesett  | kiesett  | kiesett       | kiesett       |
| Marta Pen          | 1500 m          |           |           |           | 4:18,53  | 12.      | 36.      | kiesett  | kiesett  | kiesett  | kiesett       | kiesett       |
| Carla Salomé Rocha | 10 000 m        |           |           |           |          |          |          |          |          |          | 32:06,05      | 26.           |
| Vera Barbosa       | 400 m gát       |           |           |           | 57,28    | 6.       | 33.*     | kiesett  | kiesett  | kiesett  | kiesett       | kiesett       |
| Jéssica Augusto    | Maraton         |           |           |           |          |          |          |          |          |          | nem ért célba | nem ért célba |
| Dulce Félix        | Maraton         |           |           |           |          |          |          |          |          |          | 2:30:39       | 16.           |
| Sara Moreira       | Maraton         |           |           |           |          |          |          |          |          |          | nem ért célba | nem ért célba |
| Ana Cabecinha      | 20 km gyaloglás |           |           |           |          |          |          |          |          |          | 1:29:23       | 6.            |
| Daniela Cardoso    | 20 km gyaloglás |           |           |           |          |          |          |          |          |          | 1:36:13       | 37.           |
| Inês Henriques     | 20 km gyaloglás |           |           |           |          |          |          |          |          |          | 1:31:28       | 12.           |

| Versenyző            | Versenyszám | Selejtező | Selejtező | Döntő    | Döntő    |
| Versenyző            | Versenyszám | Eredmény  | Helyezés  | Eredmény | Helyezés |
| -------------------- | ----------- | --------- | --------- | -------- | -------- |
| Marta Onofre         | Rúdugrás    | 430 cm    | 24.**     | kiesett  | kiesett  |
| Maria Leonor Tavares | Rúdugrás    | 415 cm    | 29.****   | kiesett  | kiesett  |
| Susana Costa         | Hármasugrás | 14,12 m   | 11.       | 14,12 m  | 9.       |
| Patrícia Mamona      | Hármasugrás | 14,18 m   | 9.        | 14,65 m  | 6.       |

* - egy másik versenyzővel azonos eredményt ért el

** - két másik versenyzővel azonos eredményt ért el

*** - három másik versenyzővel azonos eredményt ért el

**** - négy másik versenyzővel azonos eredményt ért el

## Cselgáncs
Férfi
| Versenyző      | Versenyszám  | Selejtező                              | 32-es főtábla                            | Nyolcaddöntő                       | Negyeddöntő       | Elődöntő          | Vigaszág elődöntő | Bronz- mérkőzés   | Döntő             | Helyezés |
| Versenyző      | Versenyszám  | Ellenfél Eredmény                      | Ellenfél Eredmény                        | Ellenfél Eredmény                  | Ellenfél Eredmény | Ellenfél Eredmény | Ellenfél Eredmény | Ellenfél Eredmény | Ellenfél Eredmény | Helyezés |
| -------------- | ------------ | -------------------------------------- | ---------------------------------------- | ---------------------------------- | ----------------- | ----------------- | ----------------- | ----------------- | ----------------- | -------- |
| Sergiu Oleinic | Harmatsúly   | erőnyerő                               | Heorhij Zantaraja (UKR) · 001(3)-000(0)  | Wander Mateo (DOM) · 000(1)–100(1) | kiesett           | kiesett           |                   |                   |                   | 9.       |
| Nuno Saraiva   | Könnyűsúly   | erőnyerő                               | Ungvári Miklós (HUN) · 000(0)–011(1)     | kiesett                            | kiesett           | kiesett           |                   |                   |                   | 17.      |
| Célio Dias     | Középsúly    | erőnyerő                               | Celtus Dossou Yovo (BEN) · 001(1)–100(1) | kiesett                            | kiesett           | kiesett           |                   |                   |                   | 17.      |
| Jorge Fonseca  | Félnehézsúly | Mohammad Bakhshi (AFG) · 100(0)-000(0) | Lukáš Krpálek (CZE) · 001(3)–010(0)      | kiesett                            | kiesett           | kiesett           |                   |                   |                   | 17.      |

Női
| Versenyző      | Versenyszám | Selejtező                                | Nyolcaddöntő                         | Negyeddöntő                                   | Elődöntő          | Vigaszág elődöntő                   | Bronz- mérkőzés                        | Döntő             | Helyezés |
| Versenyző      | Versenyszám | Ellenfél Eredmény                        | Ellenfél Eredmény                    | Ellenfél Eredmény                             | Ellenfél Eredmény | Ellenfél Eredmény                   | Ellenfél Eredmény                      | Ellenfél Eredmény | Helyezés |
| -------------- | ----------- | ---------------------------------------- | ------------------------------------ | --------------------------------------------- | ----------------- | ----------------------------------- | -------------------------------------- | ----------------- | -------- |
| Joana Ramos    | Harmatsúly  | Antoinette Gasongo (BDI) · 102(0)-000(0) | Ma Yingnan (CHN) · 000(0)–100(0)     | kiesett                                       | kiesett           |                                     |                                        |                   | 9.       |
| Telma Monteiro | Könnyűsúly  | erőnyerő                                 | Darcina Manuel (NZL) · 002(2)-000(2) | Dordzsszürengín Szumija (MGL) · 000(2)–000(1) |                   | Automne Pavia (FRA) · 100(1)-000(0) | Corina Căprioriu (ROU) · 001(3)-000(2) |                   |          |

## Golf
| Versenyző        | Versenyszám  | 1. forduló | 1. forduló | 2. forduló | 2. forduló | 3. forduló | 3. forduló | 4. forduló | 4. forduló | Összesen | Összesen | Összesen |
| Versenyző        | Versenyszám  | Pont       | Par        | Pont       | Par        | Pont       | Par        | Pont       | Par        | Pontszám | Par      | Helyezés |
| ---------------- | ------------ | ---------- | ---------- | ---------- | ---------- | ---------- | ---------- | ---------- | ---------- | -------- | -------- | -------- |
| Ricardo Gouveia  | Férfi egyéni | 73         | +2         | 68         | −3         | 76         | +5         | 80         | +9         | 297      | +13      | 59.      |
| José-Filipe Lima | Férfi egyéni | 70         | −1         | 70         | −1         | 77         | +6         | 71         | 0          | 288      | +4       | 48.      |

## Kajak-kenu

### Gyorsasági
Férfi
| Versenyző                                                   | Versenyszám         | Előfutam | Előfutam | Előfutam | Elődöntő | Elődöntő | Elődöntő | Döntő | Döntő    | Döntő    | Helyezés |
| Versenyző                                                   | Versenyszám         | Idő      | Hely.    | Össz.    | Idő      | Hely.    | Össz.    | Típus | Idő      | Helyezés | Helyezés |
| ----------------------------------------------------------- | ------------------- | -------- | -------- | -------- | -------- | -------- | -------- | ----- | -------- | -------- | -------- |
| Fernando Pimenta                                            | Kajak egyes 1000 m  | 3:33,140 | 1.       | 1.       | 3:33,420 | 2.       | 2.       | A     | 3:35,349 | 5.       | 5.       |
| Emanuel Silva João Ribeiro                                  | Kajak kettes 1000 m | 3:26,284 | 4.       | 9.       | 3:18,099 | 1.       | 3.       | A     | 3:12,889 | 4.       | 4.       |
| Fernando Pimenta Emanuel Silva João Ribeiro David Fernandes | Kajak négyes 1000 m | 3:01,498 | 4.       | 9.       | 2:58,233 | 2.       | 2.       | A     | 3:07,482 | 6.       | 6.       |
| Hélder Silva                                                | Kenu egyes 200 m    | 40,578   | 3.       | 9.       | 41,162   | 5.       | 13.      | B     | 40,388   | 5.       | 13.      |

Női
| Versenyző      | Versenyszám       | Előfutam | Előfutam | Előfutam | Elődöntő | Elődöntő | Elődöntő | Döntő | Döntő    | Döntő    | Helyezés |
| Versenyző      | Versenyszám       | Idő      | Hely.    | Össz.    | Idő      | Hely.    | Össz.    | Típus | Idő      | Helyezés | Helyezés |
| -------------- | ----------------- | -------- | -------- | -------- | -------- | -------- | -------- | ----- | -------- | -------- | -------- |
| Francisca Laia | Kajak egyes 200 m | 41,368   | 2.       | 12.      | 41,573   | 5.       | 15.      | B     | 42,695   | 8.       | 16.      |
| Teresa Portela | Kajak egyes 500 m | 1:56,439 | 3.       | 17.      | 1:58,360 | 4.       | 12.      | B     | 1:58,058 | 3.       | 11.      |

### Szlalom
Férfi
| Versenyző     | Versenyszám | Selejtező | Selejtező | Selejtező | Selejtező | Selejtező     | Selejtező     | Elődöntő | Elődöntő | Döntő  | Döntő    |
| Versenyző     | Versenyszám | 1. futam  | 1. futam  | 2. futam  | 2. futam  | Jobb eredmény | Jobb eredmény | Elődöntő | Elődöntő | Döntő  | Döntő    |
| Versenyző     | Versenyszám | Pont      | Hely.     | Pont      | Hely.     | Pont          | Hely.         | Pont     | Hely.    | Pont   | Helyezés |
| ------------- | ----------- | --------- | --------- | --------- | --------- | ------------- | ------------- | -------- | -------- | ------ | -------- |
| José Carvalho | Kenu egyes  | 111,01    | 17.       | 99,18     | 8.        | 99,18         | 11.           | 101,04   | 9.       | 105,74 | 9.       |

## Kerékpározás

### Hegyi-kerékpározás
| Versenyző      | Versenyszám        | Idő        | Helyezés |
| -------------- | ------------------ | ---------- | -------- |
| Tiago Ferreira | Férfi terepverseny | lekörözték | 39.      |
| David Rosa     | Férfi terepverseny | lekörözték | 44.      |

### Országúti kerékpározás
Férfi
| Versenyző                  | Versenyszám   | Idő              | Helyezés      |
| -------------------------- | ------------- | ---------------- | ------------- |
| André Cardoso              | Mezőnyverseny | 6:22:23 (+12:18) | 36.           |
| Rui Alberto Faria Da Costa | Mezőnyverseny | 6:12:34 (+2:29)  | 10.           |
| José Mendes                | Mezőnyverseny | 6:30:05 (+20:00) | 53.           |
| Nélson Filipe Oliveira     | Mezőnyverseny | nem ért célba    | nem ért célba |
| Nélson Filipe Oliveira     | Időfutam      | 1:14:15,27       | 7.            |

## Labdarúgás

### Férfi
| Portugál férfi labdarúgócsapat-játékoskeret | Portugál férfi labdarúgócsapat-játékoskeret |
| --- | --- |
| - Salvador Agra* - Ricardo Esgaio (c) - Bruno Fernandes - Tobias Figueiredo - Fernando Fonseca - Paulo Henrique - Tiago Ilori - Edgar Ié - Carlos Mané | - André Martins* - Sérgio Oliveira* - Gonçalo Paciência - Joel Castro Pereira - Pité - Tomás Podstawski - Francisco Ramos - Tiago Silva - Bruno Varela |

* - túlkoros játékos

#### Eredmények
Csoportkör
D csoport
| Hely. | Csapat           | M | Gy | D | V | G+ | G– | Gk | P | Továbbjutás |
| ----- | ---------------- | - | -- | - | - | -- | -- | -- | - | ----------- |
| 1.    | Portugália (POR) | 3 | 2  | 1 | 0 | 5  | 2  | +3 | 7 | Negyeddöntő |
| 2.    | Honduras (HON)   | 3 | 1  | 1 | 1 | 5  | 5  | 0  | 4 | Negyeddöntő |
| 3.    | Argentína (ARG)  | 3 | 1  | 1 | 1 | 3  | 4  | −1 | 4 |             |
| 4.    | Algéria (ALG)    | 3 | 0  | 1 | 2 | 4  | 6  | −2 | 1 |             |

| 2016. augusztus 4. 18:00 (23:00) |

| Portugália (POR)       | 2–0               | Argentína (ARG) |
| ---------------------- | ----------------- | --------------- |
| Paciência 66' Pité 84' | (0–0) Jegyzőkönyv |                 |

| Estádio Olímpico João Havelange, Rio de Janeiro Nézőszám: 37 407 Játékvezető: Walter López (guatemalai) |

| 2016. augusztus 7. 15:00 (20:00) |

| Honduras (HON) | 1–2               | Portugália (POR)             |
| -------------- | ----------------- | ---------------------------- |
| Elis 1'        | (1–2) Jegyzőkönyv | Figueiredo 21' Paciência 36' |

| Estádio Olímpico João Havelange, Rio de Janeiro Nézőszám: 32 928 Játékvezető: Roddy Zambrano (ecuadori) |

| 2016. augusztus 10. 13:00 (18:00) |

| Algéria (ALG) | 1–1               | Portugália (POR)         |
| ------------- | ----------------- | ------------------------ |
| Benkablia 30' | (1–1) Jegyzőkönyv | Paciência 25' (11-esből) |

| Estádio Mineirão, Belo Horizonte Nézőszám: 13 787 Játékvezető: Matthew Conger (új-zélandi) |

Negyeddöntő
| 2016. augusztus 13. 13:00 (18:00) |

| Portugália (POR) | 0–4               | Németország (GER)                         |
| ---------------- | ----------------- | ----------------------------------------- |
|                  | (0–1) Jegyzőkönyv | Gnabry 45+1' Ginter 57' Selke 75' Max 87' |

| Estádio Nacional de Brasília, Brazíliaváros Nézőszám: 55 412 Játékvezető: Walter López Castellanos (guatemalai) |

| Csapat           | Helyezés |
| ---------------- | -------- |
| Portugália (POR) | 6.       |

## Lovaglás
Díjugratás
| Versenyző               | Ló             | Versenyszám | Selejtező | Selejtező | Selejtező | Selejtező | Selejtező | Selejtező | Selejtező | Selejtező | Döntő  | Döntő  | Döntő  | Végeredmény | Végeredmény |
| Versenyző               | Ló             | Versenyszám | 1. kör    | 1. kör    | 2. kör    | 2. kör    | 2. kör    | 3. kör    | 3. kör    | 3. kör    | 1. kör | 1. kör | 2. kör | Végeredmény | Végeredmény |
| Versenyző               | Ló             | Versenyszám | Bünt.     | Hely.     | Bünt.     | Össz.     | Hely.     | Bünt.     | Össz.     | Hely.     | Bünt.  | Hely.  | Bünt.  | Bünt.       | Helyezés    |
| ----------------------- | -------------- | ----------- | --------- | --------- | --------- | --------- | --------- | --------- | --------- | --------- | ------ | ------ | ------ | ----------- | ----------- |
| Luciana Diniz-Knippling | Fit for Fun 13 | Egyéni      | 8         | 53.       | 0         | 8         | 30.       | 5         | 13        | 33.       | 4      | 16.    | 0      | 4           | 9.          |

## Sportlövészet
Férfi
| Versenyző  | Versenyszám    | Selejtező | Selejtező | Döntő   | Döntő    |
| Versenyző  | Versenyszám    | Pont      | Helyezés  | Pont    | Helyezés |
| ---------- | -------------- | --------- | --------- | ------- | -------- |
| João Costa | Légpisztoly    | 578       | 11.       | kiesett | kiesett  |
| João Costa | Szabadpisztoly | 554       | 11.       | kiesett | kiesett  |

## Taekwondo
Férfi
| Versenyző    | Versenyszám | Nyolcaddöntő             | Negyeddöntő             | Elődöntő          | Vigaszág elődöntő | Bronz- mérkőzés   | Döntő             | Helyezés |
| Versenyző    | Versenyszám | Ellenfél Eredmény        | Ellenfél Eredmény       | Ellenfél Eredmény | Ellenfél Eredmény | Ellenfél Eredmény | Ellenfél Eredmény | Helyezés |
| ------------ | ----------- | ------------------------ | ----------------------- | ----------------- | ----------------- | ----------------- | ----------------- | -------- |
| Rui Bragança | Légsúly     | Óscar Muñoz (COL) · 14-2 | Luisito Pié (DOM) · 1-4 | kiesett           |                   |                   |                   | 9.       |

## Tenisz
Férfi
| Versenyző               | Versenyszám | 64-es főtábla                                 | 32-es főtábla                                             | Nyolcaddöntő                                             | Negyeddöntő       | Elődöntő          | Bronz- mérkőzés   | Döntő             | Helyezés |
| Versenyző               | Versenyszám | Ellenfél Eredmény                             | Ellenfél Eredmény                                         | Ellenfél Eredmény                                        | Ellenfél Eredmény | Ellenfél Eredmény | Ellenfél Eredmény | Ellenfél Eredmény | Helyezés |
| ----------------------- | ----------- | --------------------------------------------- | --------------------------------------------------------- | -------------------------------------------------------- | ----------------- | ----------------- | ----------------- | ----------------- | -------- |
| Gastão Elias            | Egyes       | Thanasi Kokkinakis (AUS) · 7-6(7–4), 7-6(7–3) | Steve Johnson (USA) · 3-6, 4-6                            | kiesett                                                  | kiesett           | kiesett           | kiesett           | kiesett           | 17.      |
| João Sousa              | Egyes       | Robin Haase (NED) · 6-1, 7-5                  | Juan Martín del Potro (ARG) · 3-6, 6-1, 3-6               | kiesett                                                  | kiesett           | kiesett           | kiesett           | kiesett           | 17.      |
| Gastão Elias João Sousa | Páros       |                                               | Szlovákia (SVK) · Andrej Martin · Igor Zelenay · 6-4, 6-2 | Kanada (CAN) · Daniel Nestor · Vasek Pospisil · 1-6, 4-6 | kiesett           | kiesett           | kiesett           | kiesett           | 9.       |

## Tollaslabda
| Versenyző     | Versenyszám | Csoportkör | Csoportkör | Nyolcaddöntő      | Negyeddöntő       | Elődöntő          | Bronz- mérkőzés   | Döntő             | Helyezés |
| Versenyző     | Versenyszám | Ellenfél Eredmény | Hely.      | Ellenfél Eredmény | Ellenfél Eredmény | Ellenfél Eredmény | Ellenfél Eredmény | Ellenfél Eredmény | Helyezés |
| ------------- | ----------- | --- | ---------- | ----------------- | ----------------- | ----------------- | ----------------- | ----------------- | -------- |
| Pedro Martins | Férfi egyes | M csoport · Martin Giuffre (CAN) · 21–14, 22–24, 6–21 · Ng Ká-lóng (Ng Ka Long) (HKG) · 17–21, 18–21                               | 3.         | kiesett           | kiesett           | kiesett           | kiesett           | kiesett           | 28.      |
| Telma Santos  | Női egyes   | E csoport · Li Hsüe-zsuj (Li Xuerui) (CHN) · 12–21, 7–21 · Iris Wang (USA) · 21–18, 10–21, 12–21 · Lianne Tan (BEL) · 16–21, 18–21 | 4.         | kiesett           | kiesett           | kiesett           | kiesett           | kiesett           | 40.      |

## Torna
Női
| Versenyző          | Versenyszám      | Selejtező | Selejtező | Döntő    | Döntő    |
| Versenyző          | Versenyszám      | Pontszám  | Helyezés  | Pontszám | Helyezés |
| ------------------ | ---------------- | --------- | --------- | -------- | -------- |
| Ana Filipa Martins | Talaj            | 13,433    | 43.       | kiesett  | kiesett  |
| Ana Filipa Martins | Felemás korlát   | 13,666    | 54.       | kiesett  | kiesett  |
| Ana Filipa Martins | Gerenda          | 13,833    | 32.       | kiesett  | kiesett  |
| Ana Filipa Martins | Egyéni összetett | 54,298    | 37.       | kiesett  | kiesett  |

### Trambulin
| Versenyző   | Versenyszám | Selejtező | Selejtező | Döntő    | Döntő    |
| Versenyző   | Versenyszám | Pontszám  | Helyezés  | Pontszám | Helyezés |
| ----------- | ----------- | --------- | --------- | -------- | -------- |
| Diogo Abreu | Férfi       | 55,855    | 16.       | kiesett  | kiesett  |
| Ana Rente   | Női         | 97,885    | 11.       | kiesett  | kiesett  |

## Triatlon
| Versenyző         | Versenyszám | 1,5 km úszás | Depózás 1 | 40 km kerékpározás | Depózás 2 | 10 km futás | Összesítés | Összesítés |
| Versenyző         | Versenyszám | Idő          | Idő       | Idő                | Idő       | Idő         | Idő        | Helyezés   |
| ----------------- | ----------- | ------------ | --------- | ------------------ | --------- | ----------- | ---------- | ---------- |
| Miguel Arraiolos  | Férfi       | 18:44        | 0:50      | 59:04              | 0:35      | 34:22       | 1:53:35    | 44.        |
| João José Pereira | Férfi       | 18:03        | 0:46      | 55:52              | 0:33      | 30:38       | 1:45:52    | 5.         |
| João Silva        | Férfi       | 18:08        | 0:49      | 56:22              | 0:39      | 35:35       | 1:51:33    | 35.        |

## Úszás
Férfi
| Versenyző      | Versenyszám  | Előfutam | Előfutam | Előfutam | Elődöntő | Elődöntő | Elődöntő | Döntő   | Döntő    |
| Versenyző      | Versenyszám  | Idő      | Hely.    | Össz.    | Idő      | Hely.    | Össz.    | Idő     | Helyezés |
| -------------- | ------------ | -------- | -------- | -------- | -------- | -------- | -------- | ------- | -------- |
| Diogo Carvalho | 200 m vegyes | 2:00,17  | 8.       | 19.      | kiesett  | kiesett  | kiesett  | kiesett | kiesett  |
| Alexis Santos  | 200 m vegyes | 1:59,67  | 4.       | 12.*     | 2:00,08  | 5.       | 12.      | kiesett | kiesett  |
| Alexis Santos  | 400 m vegyes | 4:15,84  | 4.       | 14.      |          |          |          | kiesett | kiesett  |

Női
| Versenyző           | Versenyszám      | Előfutam | Előfutam | Előfutam | Elődöntő | Elődöntő | Elődöntő | Döntő     | Döntő    |
| Versenyző           | Versenyszám      | Idő      | Hely.    | Össz.    | Idő      | Hely.    | Össz.    | Idő       | Helyezés |
| ------------------- | ---------------- | -------- | -------- | -------- | -------- | -------- | -------- | --------- | -------- |
| Tamila Holub        | 800 m gyors      | 8:45,36  | 4.       | 24.      |          |          |          | kiesett   | kiesett  |
| Victoria Kaminskaya | 200 m vegyes     | 2:16,78  | 6.       | 35.      | kiesett  | kiesett  | kiesett  | kiesett   | kiesett  |
| Victoria Kaminskaya | 400 m vegyes     | 4:46,03  | 3.       | 28.      |          |          |          | 4:35,04   | 7.       |
| Vânia Neves         | 10 km nyílt vízi |          |          |          |          |          |          | 2:01:39,3 | 24.      |

* - két másik versenyzővel azonos időt ért el

## Vitorlázás
Férfi
| Versenyző             | Versenyszám     | Futam | Futam | Futam | Futam | Futam | Futam | Futam | Futam | Futam | Futam | Futam | Futam | Futam   | Pontszám | Helyezés |
| Versenyző             | Versenyszám     | 1     | 2     | 3     | 4     | 5     | 6     | 7     | 8     | 9     | 10    | 11    | 12    | É       | Pontszám | Helyezés |
| --------------------- | --------------- | ----- | ----- | ----- | ----- | ----- | ----- | ----- | ----- | ----- | ----- | ----- | ----- | ------- | -------- | -------- |
| João Rodrigues        | Szörfvitorlázás | 21    | 10    | (23)  | 15    | 15    | 10    | 15    | 12    | 4     | 4     | 12    | 7     | kiesett | 125      | 11.      |
| Gustavo de Lima       | Laser           | 15    | 15    | 20    | 25    | 15    | 8     | 11    | 28    | (38)  | 33    |       |       | kiesett | 170      | 22.      |
| José Costa Jorge Lima | 49er osztály    | 4     | 4     | 18    | 6     | 16    | (21)  | 11    | 19    | 4     | 9     | 19    | 12    | kiesett | 122      | 16.      |

Női
| Versenyző  | Versenyszám  | Futam | Futam | Futam | Futam | Futam | Futam | Futam | Futam | Futam | Futam | Futam   | Pontszám | Helyezés |
| Versenyző  | Versenyszám  | 1     | 2     | 3     | 4     | 5     | 6     | 7     | 8     | 9     | 10    | É       | Pontszám | Helyezés |
| ---------- | ------------ | ----- | ----- | ----- | ----- | ----- | ----- | ----- | ----- | ----- | ----- | ------- | -------- | -------- |
| Sara Carmo | Laser radial | (34)  | 31    | 21    | 25    | 18    | 13    | 29    | 29    | 26    | 9     | kiesett | 201      | 27.      |